# 阿夸佩萨
阿夸佩萨（義大利語：Acquappesa），是意大利科森扎省的一个市镇。总面积14平方公里，人口1964人，人口密度140.3人/平方公里（2009年）。ISTAT代码为078002。